# 노크: 더 하우스
《노크: 더 하우스》(영어: Cobweb)는 2023년 개봉한 미국의 공포 영화이다. 리지 캐플런, 앤터니 스타, 클리어패트라 콜먼, 우디 노먼 등이 출연하고, 사무엘 보댕이 감독을 맡았다.
평단으로부터 엇갈린 평가를 받았다.

## 줄거리
8살 피터는 언젠가부터 벽 안에서 두드리는 소리를 듣고 이를 부모인 캐럴과 마크에게 말하지만 상상이 지나치다고 무시당한다. 캐럴과 마크는 몇 년 전 핼러윈 때 한 소녀가 실종된 일을 들먹이며 피터가 트릭 오어 트리팅을 못하게 막는다.
피터에게 말을 걸어온 벽 속의 존재는 부모인 캐럴과 마크가 자신을 더는 원치 않아 가뒀으며, 가두기 전에 트릭 오어 트리팅을 하러왔던 한 소녀가 자신을 발견하고 도와주려했다가 캐럴과 마크에게 살해당했다고 설명한다. 피터는 실제로 집 호박밭에서 해골을 발견한다.
한편 피터를 괴롭혀온 브라이언은 피터가 애지중지하던 호박을 밟아 부순다. 브라이언은 후에 사과의 의미로 더 큰 호박을 선물하지만 피터는 벽 속 목소리가 시킨대로 브라이언을 계단에서 밀어 다리를 부러뜨리고 퇴학을 당한다.
목소리는 캐럴과 마크가 이제는 자신을 아예 죽일 생각이며 피터도 곧 같은 신세가 될 거라고 경고하고, 이 운명에서 벗어나는 방법은 둘을 죽이는 것 뿐이라고 설득한다. 피터는 전화선을 자르고 음식에 쥐약을 넣는다. 마크는 쥐약에 당해 바로 사망하고, 캐럴은 부엌칼을 쥐고 피터를 쫓아오다가 피터가 계단에서 밀어내는 바람에 칼에 찔려 숨진다.
피터가 괘종시계를 치우고 숨겨져있던 문을 열자 누나 세라는 흉측한 모습을 드러낸다. 세라는 기형으로 태어난 자신을 받아들이지 못하고 가둔 부모님에게 복수하기 위해 피터를 이용했으며, 자신과 달리 평범한 삶을 산 피터가 질투나 죽이고 싶었다고 털어놓는다.
마침 피터에게 복수하기 위해 집을 찾아온 브라이언과 사촌들을 세라가 죽여버리고, 피터는 자신을 걱정해 집을 방문한 임시 교사 더바인과 함께 수세에 몰리지만 결국 세라를 다시 가두는 데 성공한다. 세라는 언제가 탈출할 것이며 피터는 영원히 자신을 떠올리며 시달리게 될 거라고 저주한다.

## 출연
- 리지 캐플런 - 캐럴 역
- 앤터니 스타 - 마크 역
- 클리어패트라 콜먼 - 더바인 양 역
- 우디 노먼 - 피터 역
- 루크 뷰시 - 브라이언 역
- 알렉산드라 드라고바 - 여자애(세라) 역 (목소리)
- 데브라 윌슨 - 괴물 세라 역 (목소리)